# Persone di nome Khaled
| Questa pagina contiene informazioni ricavate automaticamente dalle voci biografiche con l'ausilio del template Bio e di un bot. L'aggiornamento è periodico e automatico e ricostruisce completamente la pagina. Se manca una persona in questa lista, sei pregato di non aggiungerla, ma accertati piuttosto che la sua voce biografica contenga il template Bio e che i dati anagrafici siano correttamente compilati. Se il template Bio manca, inseriscilo tu stesso o, in alternativa, metti l'avviso {{tmp\|Bio}} che ne segnala la mancanza. Se i dati riportati sono sbagliati, correggi direttamente la voce biografica; le modifiche saranno visibili in questa lista entro pochi giorni. Per chiarimenti vedi il progetto antroponimi. La lista contiene solo le 58 persone che sono citate nell'enciclopedia e per le quali è stato implementato correttamente il template Bio. Pagina aggiornata al 6 ago 2025. |

Questa è una lista di persone presenti nell'enciclopedia che hanno il nome Khaled, suddivise per attività principale.

## Allenatori di calcio(4)
- Khaled Azaiez, allenatore di calcio e ex calciatore tunisino (n. 1976)
- Khaled Lemmouchia, allenatore di calcio e ex calciatore algerino (Givors, n. 1981)
- Khaled Lounici, allenatore di calcio, ex calciatore e ex giocatore di calcio a 5 algerino (Algeri, n. 1967)
- Khaled Souissi, allenatore di calcio e ex calciatore tunisino (Tunisi, n. 1985)

## Arabisti(1)
- Khaled Al-Karaki, arabista e politico giordano (Al-Adnanya, n. 1946)

## Archeologi(1)
- Khaled al-Asaad, archeologo, scrittore e traduttore siriano (Palmira, n. 1932 - Palmira, † 2015)

## Artisti(2)
- Khaled Hafez, artista egiziano (Il Cairo, n. 1963)
- Khaled Hourani, artista, critico letterario e scrittore palestinese (Hebron, n. 1965)

## Avvocati(1)
- Khaled Kasab Mahameed, avvocato palestinese (Umm al-Fahm, n. 1962)

## Calciatori(32)
- Khaled Abdelfattah, calciatore egiziano (n. 1999)
- Khaled Saad, ex calciatore giordano (Amman, n. 1981)
- Khaled Abdulrahman, ex calciatore emiratino (Al Ain, n. 1988)
- Khaled Al Zaher, ex calciatore siriano (n. 1972)
- Khaled Al-Fadhli, ex calciatore kuwaitiano (Al Kuwait, n. 1974)
- Khaled Al-Hazaa, ex calciatore saudita (n. 1971)
- Khaled Al-Qahtani, calciatore kuwaitiano (Al Kuwait, n. 1985)
- Khaled Al-Shammari, ex calciatore kuwaitiano (Al Kuwait, n. 1977)
- Khaled Abdulraouf, calciatore qatariota (n. 1990)
- Khaled Al-Zylaeei, calciatore saudita (Abha, n. 1987 - † 2022)
- Khaled Ibrahim, calciatore emiratino (Abu Dhabi, n. 1997)
- Khaled Ayari, calciatore tunisino (Ariana, n. 1990)
- Khaled Aziz, ex calciatore saudita (Riad, n. 1981)
- Khaled Badra, ex calciatore tunisino (Kairouan, n. 1973)
- Khaled El-Amin, ex calciatore egiziano (Suez, n. 1976)
- Khaled Fadhel, ex calciatore tunisino (Tunisi, n. 1976)
- Khaled Gahwji, ex calciatore saudita (Gedda, n. 1975)
- Khaled Gasmi, ex calciatore tunisino (n. 1953)
- Khaled Al-Senani, calciatore emiratino (Al-Ayn, n. 1989)
- Khaled Saleh, ex calciatore qatariota (n. 1979)
- Khaled Khalaf, ex calciatore kuwaitiano (Kuwait City, n. 1983)
- Khaled Khalaila, calciatore israeliano (Sakhnin, n. 1982)
- Khaled Kharroubi, ex calciatore francese (Lione, n. 1984)
- Khaled Korbi, ex calciatore tunisino (Tunisi, n. 1985)
- Khaled Mobayed, calciatore siriano (Hama, n. 1993)
- Khaled Ebrahim, calciatore kuwaitiano (n. 1992)
- Khaled Mohamed, ex calciatore libico (Bengasi, n. 1977)
- Khaled Mohammed, calciatore qatariota (Doha, n. 2000)
- Khaled Mouelhi, ex calciatore tunisino (Tunisi, n. 1981)
- Khaled Narey, calciatore togolese (Neuwied, n. 1994)
- Khaled Salem, calciatore palestinese (Tulkarem, n. 1989)
- Khaled Shafiei, ex calciatore iraniano (Sepidan, n. 1987)

## Cantanti(1)
- Khaled, cantante algerino (Orano, n. 1960)

## Cavalieri(1)
- Khaled Al-Eid, cavaliere saudita (n. 1967)

## Cestisti(1)
- Khaled Mohammed Bekhit, ex cestista egiziano (n. 1961)

## Giocatori di calcio a 5(2)
- Khaled Al-Behair, ex giocatore di calcio a 5 saudita (n. 1970)
- Khaled Al-Nafisah, ex giocatore di calcio a 5 saudita (n. 1972)

## Giocatori di football americano(1)
- Khaled Holmes, giocatore di football americano statunitense (Santa Ana, n. 1990)

## Imprenditori(1)
- Khaled Abdul-Wahab, imprenditore tunisino (n. 1911 - † 1997)

## Informatici(1)
- Khaled Mardam-Bey, informatico palestinese (Amman, n. 1968)

## Politici(3)
- Khaled Ali, politico egiziano (Mit Ghamr, n. 1972)
- Khaled Mesh'al, politico palestinese (Silwad, n. 1956)
- Khaled Nouri, politico tunisino (Susa, n. 1976)

## Scrittori(4)
- Khaled Abou El Fadl, scrittore kuwaitiano (n. 1963)
- Khaled Al Khamissi, scrittore, regista e giornalista egiziano (Il Cairo, n. 1962)
- Khaled Hosseini, scrittore e medico afghano (Kabul, n. 1965)
- Khaled Khalifa, scrittore e poeta siriano (Aleppo, n. 1964 - Damasco, † 2023)

## Sociologi(1)
- Khaled Fouad Allam, sociologo e politico algerino (Tlemcen, n. 1955 - Roma, † 2015)

## Tiratori a volo(1)
- Khaled Al-Mudhaf, tiratore a volo kuwaitiano (Kuwait City, n. 1978)